# Fontenay-sur-Conie
Fontenay-sur-Conie ist eine französische Gemeinde mit 149 Einwohnern (Stand: 1. Januar 2022) im Département Eure-et-Loir in der Region Centre-Val de Loire. Sie gehört zum Arrondissement Châteaudun und ist Mitglied im Gemeindeverband Communauté de communes Cœur de Beauce. Die Einwohner werden Fontenois und Fontenoises genannt.
Nachbargemeinden sind Éole-en-Beauce im Norden, Tillay-le-Péneux im Osten, Loigny-la-Bataille im Südosten, Orgères-en-Beauce im Süden und Courbehaye im Südwesten.

## Bevölkerungsentwicklung

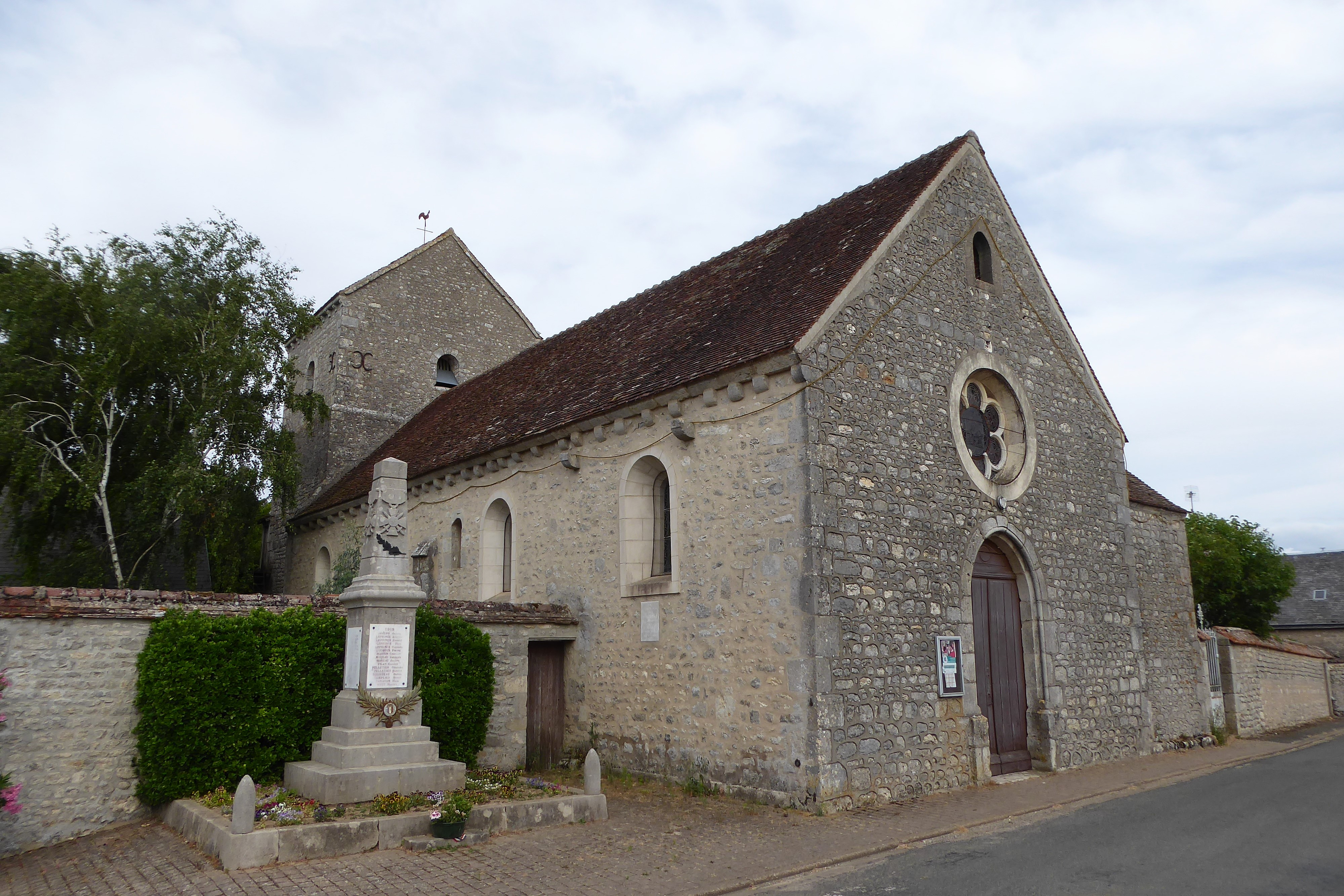
Kirche Saint-Cyr-Sainte-Julitte

| Jahr      | 1962 | 1968 | 1975 | 1982 | 1990 | 1999 | 2008 | 2017 |
| --------- | ---- | ---- | ---- | ---- | ---- | ---- | ---- | ---- |
| Einwohner | 210  | 165  | 129  | 106  | 117  | 110  | 129  | 128  |